# Gephyrota candida
Gephyrota candida är en spindelart som först beskrevs av Simon 1895.  Gephyrota candida ingår i släktet Gephyrota och familjen snabblöparspindlar. Inga underarter finns listade i Catalogue of Life.